# Styloniscus maculosus
Styloniscus maculosus är en kräftdjursart som beskrevs av Green 1961. Styloniscus maculosus ingår i släktet Styloniscus och familjen Styloniscidae. Inga underarter finns listade i Catalogue of Life.